# BodyNET
BodyNET és el nom d'una xarxa de sensors sense fils portàtil que s'adhereix a la pell humana i rastreja el moviment, la freqüència cardíaca i la respiració. El dispositiu ha sigut desenvolupat per un equip de científics de la Universitat Stanford a Califòrnia (EE. UU.), liderats per Zhenan Bao.
Les diverses capes de la pell s'ocupen, entre d'altres, de controlar la temperatura corporal i la pèrdua d'aigua, i contenen terminacions nervioses que ens ajuden a detectar la pressió, la vibració, el tacte i el dolor. El dispositiu que s'adhereix a la pell com una tireta i mesura com s'estira i contrau la pell d'una persona. Després, envia aquestes lectures sense fils a un receptor connectat a la roba. Amb base en aquestes lectures, els investigadors poden monitorar la respiració i la freqüència cardíaca d'un subjecte, així com els seus moviments de braços i cames.

## Funcionament
BodyNET funciona mitjançant identificació per radiofreqüència (RFID), una tecnologia que també s'utilitza en sistemes d'accés sense clau i targetes clau. Amb les targetes clau, una antena recull energia RFID del receptor i la fa servir per generar un codi d'accés. La targeta envia posteriorment aquest codi d'accés al receptor.
Per a aquest dispositiu, els investigadors van haver de trobar una manera de transmetre energia RFID a través d'una antena que pogués expandir-se, contraure's i doblegar-se juntament amb la pell. L'antena va ser concebuda amb tinta metàl·lica, però el sistema va resultar insuficient per captar totes les fluctuacions de l'antena i la pell. Així, van dissenyar un tipus de sistema RFID més nou i més fort que enviaria senyals més estables i precises. Aquest innovador sistema també utilitza tecnologia Bluetooth per enviar les lectures des del receptor a un telèfon intel·ligent o qualsevol altre dispositiu sense fils.

## Aplicacions
Els investigadors esperen que els professionals de la salut puguin utilitzar el dispositiu per controlar pacients amb problemes per dormir i afeccions cardíaques. En el futur, es preveu que sigui capaç de detectar també la suor i la temperatura per tal de crear una matriu de sensors de pell de cos complet i poder recopilar tot tipus de dades fisiològiques sense interferir en el comportament normal d'una persona.